# Zpětný ráz
Zpětný ráz je soubor reaktivních sil působících na palnou zbraň (např. pušku) během a po výstřelu.

## Fyzikální podstata zpětného rázu
Podle Třetího Newtonova pohybového zákonu proti každé akci vždy působí stejná reakce. Hybnost přenesená do zbraně primárním zpětným rázem bude mít podle tohoto zákona stejnou hodnotu jako hybnost projektilu, ale opačný směr. Je-li hmotnost střely m, její rychlost při opuštění hlavně v1, hmotnost zbraně M a rychlost zbraně v2, bude zjednodušeně platit:
m . v1 + M . v2 = 0

## Omezování zpětného rázu při výstřelu
U ručních palných zbraní zachycuje zpětný ráz tělo střelce. Moderní zbraně využívají k jeho omezení zařízení redukující zpětný pohyb a zdvih hlavně („buffery“). Na hlavně jsou též montovány úsťové brzdy, které mění směr proudění plynů unikajících z hlavně při výstřelu a snižují tak zpětný ráz.
U děl omezuje tradičně zpětný ráz zákluzná hlaveň a úsťová brzda.